# Chambly (Francja)
Chambly – miejscowość i gmina we Francji, w regionie Hauts-de-France, w departamencie Oise.
Według danych na rok 1990 gminę zamieszkiwało 7140 osób, a gęstość zaludnienia wynosiła 555 osób/km² (wśród 2293 gmin Pikardii Chambly plasuje się na 27. miejscu pod względem liczby ludności, natomiast pod względem powierzchni na miejscu 280.).